# Józef Saski

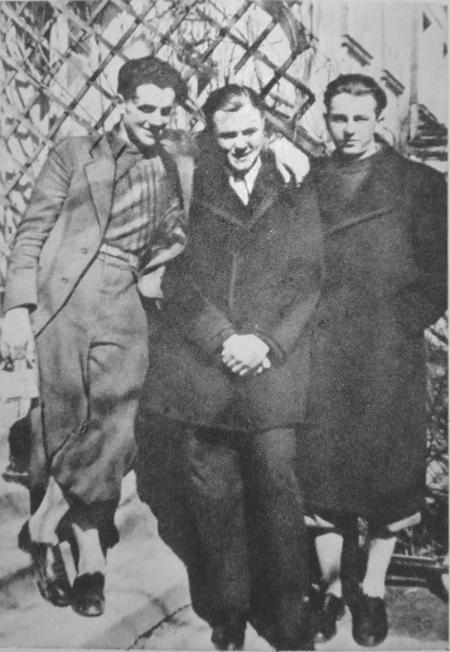
Sławomir Szymankiewicz ps. Czarnota, Józef Saski ps. Katoda oraz Jan Rodowicz ps. Anoda

Józef Saski ps. „Katoda”, „Jurek"  (ur. 1 sierpnia 1922 w Warszawie, zm. 20 lipca 1979 tamże) – plutonowy Armii Krajowej, żołnierz batalionu „Parasol”, adwokat.

## Lata młodzieńcze
Syn Kazimierza Adama i Marii z Koczanowiczów. Poprzez matkę spokrewniony ze Stefanem Żeromskim (babka Józefa Saskiego była siostrą cioteczną autora „Przedwiośnia”). Uczęszczał do III Męskiego Gimnazjum Miejskiego im. Hugona Kołłątaja przy ul. Śniadeckich. Należał do 80. Warszawskiej Drużyny Harcerskiej wraz z m.in. Jerzym Gawinem, Konradem Okolskim i Feliksem Pendelskim. Uczęszczał na tajne komplety, gdzie zaprzyjaźnił się z Janem Rodowiczem pseudonim „Anoda”. Razem z Rodowiczem pracował w fabryce Philipsa przy ul. Karolkowej.

## Konspiracja
Po wybuchu wojny wraz z całą 80. WDH trafił do Grup Szturmowych Szarych Szeregów. Należał do Hufca Centrum, działał w Małym Sabotażu. W styczniu 1943 roku ukończył turnus Szkoły Podchorążych Rezerwy Piechoty „Agricola”.
 
Brał udział w akcjach:
- akcja pod Arsenałem (dowódca sekcji „Stare Miasto” w grupie „Ubezpieczenie”);
- akcja w Celestynowie (zespół uderzeniowy).

W 1943 r. na własne życzenie przeszedł z Hufca Centrum do nowo utworzonej kompanii wydzielonej „Agat”.
Był adiutantem dowódcy, podpułkownika Adama Borysa ps. „Pług”. Czuwał przede wszystkim nad prawidłowym funkcjonowaniem systemu łączności oddziału, szyfrowaniem korespondencji, a także sprawował nadzór nad szkoleniem żołnierzy. W mieszkaniu „Katody" przy ul.  Filtrowej znajdowała się skrzynka kontaktowa i tam przechowywano cały rejestr oddziału. 
Nie brał udziału w powstaniu warszawskim, gdyż z walki wykluczyła go choroba - po akcji w Celestynowie nabawił się zapalenia płuc, z którego wywiązała się gruźlica. W powstaniu warszawskim brał udział jego młodszy brat Bohdan Saski ps. „Bohun", „Karakuł"  zginął 27 sierpnia 1944 w bombardowaniu Pałacu Krasińskich.

## Lata powojenne
Po wojnie pracował jako adwokat. Zmarł nagle 20 lipca 1979 r. Pochowany na Cmentarzu Wojskowym na Powązkach, w kwaterze żołnierzy batalionu „Parasol”.